# L'amore non va in vacanza
L'amore non va in vacanza (The Holiday) è una commedia romantica statunitense del 2006 co-prodotta, scritta e diretta da Nancy Meyers. 
Coprodotto da Bruce A. Block, è stato girato sia in California che in Inghilterra e vede protagonisti Kate Winslet e Cameron Diaz nei panni di Iris e Amanda, due donne innamorate provenienti dalle sponde opposte dell'Oceano Atlantico, che organizzano uno scambio di casa per sfuggire alla fine di una relazione durante le festività natalizie. Jude Law e Jack Black sono stati scelti come i protagonisti maschili del film Graham e Miles, con Eli Wallach, Shannyn Sossamon, Edward Burns e Rufus Sewell che interpretano ruoli secondari.
L'amore non va in vacanza è stato presentato in anteprima a New York il 29 novembre 2006, prima di essere distribuito nella sale nel Regno Unito e negli Stati Uniti l'8 dicembre 2006. Il film è stato distribuito dalla Columbia Pictures in Nord America e dalla Universal Pictures all'estero. Ha incassato oltre 205 milioni di dollari in tutto il mondo a fronte di un budget di 85 milioni di dollari. Il film ha ricevuto recensioni contrastanti, con i critici che hanno elogiato il design visivo e le performance del cast, pur considerando la trama prevedibile.

## Trama
Iris Simpkins è una giornalista britannica del Surrey che, dopo tre anni di relazione, è ancora innamorata del suo collega di lavoro Jasper Bloom, nonostante l'infedeltà di lui. Durante la festa di Natale della redazione del Telegraph, per la quale entrambi lavorano, l'uomo annuncia inoltre che ora è ufficialmente fidanzato con Sarah Smith-Alcott, la donna con cui la tradiva; Iris è distrutta. Nello stesso tempo, Amanda Woods è una montatrice di trailer statunitense che vive a Los Angeles e che si è appena lasciata con il suo fidanzato, Ethan, che l'ha tradita con la sua centralinista. Per capriccio, Amanda decide di prendere una pausa dal suo intenso lavoro e dalla vita sentimentale andandosene ovunque molto lontano da casa per le vacanze di Natale. Mentre naviga su internet, si ritrova su un sito di scambio di case e si imbatte nella casa di Iris nel Surrey: da subito si mettono d'accordo ed entrambe partono per le rispettive mete, già il giorno seguente.
Mentre Iris è sorpresa dalla grandezza e dal lusso della casa di Amanda, quest'ultima si annoia nel rurale Surrey e decide di fare le valigie per tornare a Los Angeles il giorno seguente. Ma quella sera conosce Graham, il fratello maggiore di Iris, venuto per smaltire la sua sbronza senza sapere dello scambio delle case. I due provano attrazione l'uno per l'altra e decidono di passare una notte d'amore. Il giorno seguente, Amanda informa Graham della sua decisione di partire; lui è deluso, ma la invita a una cena con i suoi amici nel caso cambiasse idea. Più tardi, quella sera, Graham entra nel pub e vede Amanda.
Intanto, a Los Angeles, Iris incontra per strada Arthur Abbot, un anziano che si è perso, nonostante fosse nel quartiere in cui vive da decenni, e quindi lo accompagna a casa sua, in cui la ragazza vede decine e decine di premi, compreso un Oscar: Arthur infatti è stato uno dei grandi sceneggiatori ai tempi dell'epoca d'oro di Hollywood. Nonostante la differenza di età i due sviluppano una bella amicizia e si aiutano a vicenda: Arthur fa capire ad Iris quanto sia uno spreco di tempo l'essere triste per Jasper e le consiglia di guardare alcuni film con personaggi femminili che la ispirino a "mettere la grinta", Iris invece scopre che, da anni, Arthur rifiuta di presenziare ad una cerimonia organizzata in suo onore perché si vergogna del suo debole stato di salute (non riesce più a camminare senza deambulatore) e poi perché, comunque, è convinto che non andrà nessuno. Iris lo convince ad accettare e, per aiutarlo, gli organizza una serie di esercizi per permettergli di camminare da solo. Nel frattempo, inoltre, la donna lega anche con un giovane compositore, Miles, il quale le fa compagnia mentre guarda i film proposti da Arthur e con cui sviluppa una forte affinità, soprattutto quando pure lui scopre che la propria fidanzata, Maggie, lo tradisce. Nel mentre, Jasper continua a chiamare Iris e le invia le bozze del proprio romanzo, dicendo di avere ancora bisogno di lei, ma alla fine Iris non trova mai il tempo di leggerle poiché occupata con Arthur e Miles.
Nel Surrey, Amanda e Graham continuano la loro relazione. Una sera lei va a trovarlo, e scopre che lui è vedovo con due bambine piccole, Sophie e Olivia, che Amanda credeva essere altre sue relazioni. La donna passa una splendida serata con i tre, in cui conquista l'affetto delle bambine e, una volta da soli, Graham le spiega il perché non gliene abbia mai parlato. Quando passano insieme la loro ultima notte, Graham confessa ad Amanda di amarla, fulminandola, perché lei capisce di ricambiare il sentimento, ma entrambi ammettono che il vivere lontani e le vite che fanno renderebbero troppo difficile far funzionare una relazione a distanza.
A Los Angeles, il giorno della cerimonia per Arthur, Jasper si presenta da Iris dicendole che non vuole perderla. Lei inizialmente è commossa dal gesto, ma quando scopre che l'uomo è ancora fidanzato e sta per sposarsi, capisce che sta di nuovo tentando di usarla come riserva, quindi lo caccia e si precipita da Arthur. Contrariamente a quanto credeva l'anziano sceneggiatore, la sala per la cerimonia è piena e lui viene accolto con grandi onori. Miles, nello stesso tempo, si incontra con Maggie che si scusa e lo prega per un'altra possibilità, ma lui la rifiuta e raggiunge Iris, a cui chiede di poter uscire a Capodanno e di poter partire con lei per l'Inghilterra. Lei accetta e lo bacia.
Il giorno in cui Amanda deve tornare negli Stati Uniti, lei e Graham si lasciano con un ultimo bacio e la promessa di restare in contatto, ma mentre lei è in taxi scoppia a piangere (cosa che non riusciva più a fare da quando aveva 15 anni), quindi decide di non tornare a casa, correre indietro e dare inizio alla loro storia.
A Capodanno, Iris torna in Inghilterra assieme a Miles, e i due lo festeggiano assieme ad Amanda, Graham e le due bambine.

## Produzione
Le scene girate nella casa del personaggio interpretato da Cameron Diaz sono state girate a San Marino (California). Gli interni della casa di Amanda sono costati alla produzione circa un milione di dollari.

### Camei
Lindsay Lohan e James Franco compaiono, pur non apparendo nei titoli di coda, nel trailer del film a cui il personaggio di Cameron Diaz sta lavorando.
L'attore Dustin Hoffman appare nella scena girata nel videonoleggio, quando Miles parla del film del 1967 Il laureato (The Graduate) di Mike Nichols.
In una scena si ascolta in sottofondo il tema del film di Giuseppe Tornatore Nuovo Cinema Paradiso, scritto da Ennio Morricone.

## Riconoscimenti
- 2007 - MTV Movie Award
  - Nomination Miglior bacio a Jude Law e Cameron Diaz
- 2007 - Teen Choice Awards
  - Chick Flick
  - Nomination Miglior sibillo a Cameron Diaz
- 2007 - ALMA Award
  - Nomination Miglior attrice a Cameron Diaz
- 2007 - Irish Film and Television Award
  - Nomination Miglior attrice internazionale a Kate Winslet
- 2006 - Alliance of Women Film Journalists
  - Nomination Film che volevi amare ma non potevi
- 2006 - International Film Music Critics Award
  - Miglior colonna sonora originale per un film commedia a Hans Zimmer
- 2007 - NRJ Ciné Awards
  - Nomination Miglior bacio a Jude Law e Cameron Diaz
- 2006 - Stinkers Bad Movie Awards
  - Nomination Peggior film di Natale